# 圣乔治大厅
圣乔治大厅（英語：St George's Hall）是英国利物浦市中心石灰街（Lime Street）的一座新古典主义建筑，与石灰街火车站相对。包括音乐厅和法院，是一座一级登录建筑。圣乔治大厅东侧与火车站之间是圣乔治高地，西侧是圣约翰花园。圣乔治大厅包括在威廉布朗街保护区。1969年，建筑史学家佩夫斯纳认为圣乔治大厅是世界上最好的希腊复兴建筑之一。2004年，圣乔治大厅及其周边地区被列为世界遗产的一部分。
自2012年起，利物浦民政登记处和验尸官法庭一直设在该大厅内。

## 历史
大厅地块原本在1749年至1824年期间曾是利物浦第一间医院的所在地。
该市每三年举办一次音乐节，但没有合适的大厅来容纳音乐节，1836年召开公开会议后，成立了一家公司，为在利物浦建造一个大厅筹集认购款，用于音乐节、会议、晚宴和音乐会，每股25英镑，到1837年1月已筹集到23,350英镑（相当于2019年的2,137,390英镑）。
1838年，奠基，同时纪念维多利亚女王加冕。
1839年3月5日，通过《泰晤士报》的广告宣布进行大厅设计竞赛，一等奖250 guineas，二等奖150 guineas。
参赛要求是"设计建筑的主厅可容纳3,000人；还将有一个可容纳1,000人的音乐厅，可用于其他用途，如演讲和小型会议......该建筑的费用为35,000英镑"。
到7月截至时，共收到80多份参赛作品，由年仅25岁的伦敦建筑师哈维-隆斯代尔-埃尔梅斯夺得，二等奖由伦敦的乔治-亚历山大获得。
当时城市里需要有巡回法庭，于是举行了一次设计竞赛，一等奖300英镑，二等奖200英镑，共收到86个参赛作品。
该大奖赛同样由埃尔梅斯赢得。
在1840年，埃尔梅斯建议可以将巡回法庭和大厅合并在一栋建筑中，其规模将超过当时国内其他大多数公共建筑。
该建议得到批准后，大厅在1841年动工，1854年投入使用（2年后小型音乐厅投入使用）。
期间埃尔梅斯于1847年去世，工作由公司测量师约翰-威特曼和结构工程师罗伯特-罗林森继续担纲进行。
1851年查尔斯-科克内尔被任命为主建筑师继续建设，室内装潢被委任给了Cockerell。
该建筑的最终造价超过30万英镑（2019年约为3300万英镑）。
在2000年代，对大厅进行了一次耗资2300万英镑的大修，2007年4月23日由查尔斯王子莅临典礼宣告整修完毕重新开放。

## 建筑
音乐大厅是最大的房间，呈长方形，位于建筑物的中心，北墙有一架风琴。大厅东西两壁有两条长廊。音乐厅北面是民事法庭，再往后是北入口大厅，上面有两个楼梯，是椭圆形的小音乐厅。大礼堂南面是刑事法庭，再往后是南入口大厅，通过两道楼梯到达的是大陪审团厅。西面正中是法律图书馆，北面是副校长法庭，法律图书馆南面是郡长法庭。下面的楼层是一个洞穴式的地下室，沿西墙有囚室。

### 外墙
主入口位于东面立面的中央，有一段宽阔的台阶通往，台阶上有查尔斯-贝尔-伯奇的本杰明-迪斯雷利雕像，该雕像是为了给利物浦的战争纪念碑让路而移到这里的。
东南角有同一雕塑家的威廉-厄尔少将铜像。
大厅正立面有一个由16根科林斯柱组成的中央门廊，两边是一系列方形的无凹槽柱子，柱子之间是托马斯-斯特林-李（Thomas Stirling Lee）、C.J.艾伦（C. J. Allen）和康拉德-德雷斯勒（Conrad Dressler）在1882年至1901年之间添加的浮雕。
西面有一个凸出的中央部分，方柱支撑着一个大的阁楼。
北面有一个带柱子的半圆形天井和三个门廊，门廊两侧有一个尼瑞德人或特里顿人的雕像，他们带着一个带灯的玉米棒，南面和东面的中央门有类似的雕像，由威廉-尼科尔雕刻。
南面有一个八角形的门廊（八根柱子宽），两根柱子深，台阶上有一个锈迹斑斑的平台。在南门廊的台阶上有一个古典的拉丁文铭文，用V代替现在的U，上面写着 "ARTIBVS LEGIBVS CONSILIIS LOCVM MVNICIPES CONSTITVERVNT ANNO DOMINI MDCCCXLI"（为了艺术、法律和法律顾问，城镇居民于1841年建造了这个地方）。
在南门廊上方的花坛上，曾有威廉-尼科尔雕刻的布里塔尼亚登基的雕塑，雕塑上人物保护着象征农业和艺术的装饰，并向地球的四面八方献上橄榄枝。
1950年，由于受到大气污染的侵蚀，雕塑变得摇摇欲坠，为了安全起见，这个雕塑被移除并随后遗失了。

### 内装
主入口穿过一条走廊，进入大殿。大厅的尺寸为169英尺（52米）×77英尺（23米），高82英尺（25米）。大厅的灵感来源于卡拉卡拉浴场，屋顶是一个隧道拱顶，由罗伯特-罗林森（Robert Rawlinson）设计，1849年完工，它由八根柱子支撑，高18英尺，由抛光的红色凯恩格尔花岗岩制成。
这些柱子将跨度减少到65英尺，拱顶上有寓言式的石膏天使，共有12个，由科克雷尔（Cockerell）设计，代表着坚韧、谨慎、科学、艺术、正义和节制等。拱顶也由科克雷尔设计的石膏作品装饰，包含有围堰，主围堰的中心有利物浦的纹章和兰开夏郡、圣乔治和龙的纹章，在拱顶的中心是维多利亚女王使用的皇家纹章，这在敏顿地板上有一个匹配的纹章。墙上有壁龛的雕像。高度装饰的地板由明顿陶土砖组成，通常由可移动的地板覆盖，以保护它。大厅地面使用了超过30,000块瓷砖。大门是青铜的，有镂空的面板，其中包含字母SPQL（利物浦元老院和人民），使其与古罗马的SPQR徽章联系在一起。大厅内的十盏黄铜和青铜吊灯由科克雷尔设计，最初由城镇煤气提供动力，重达15克拉，装饰有船头、海王星的头像和利物鸟。

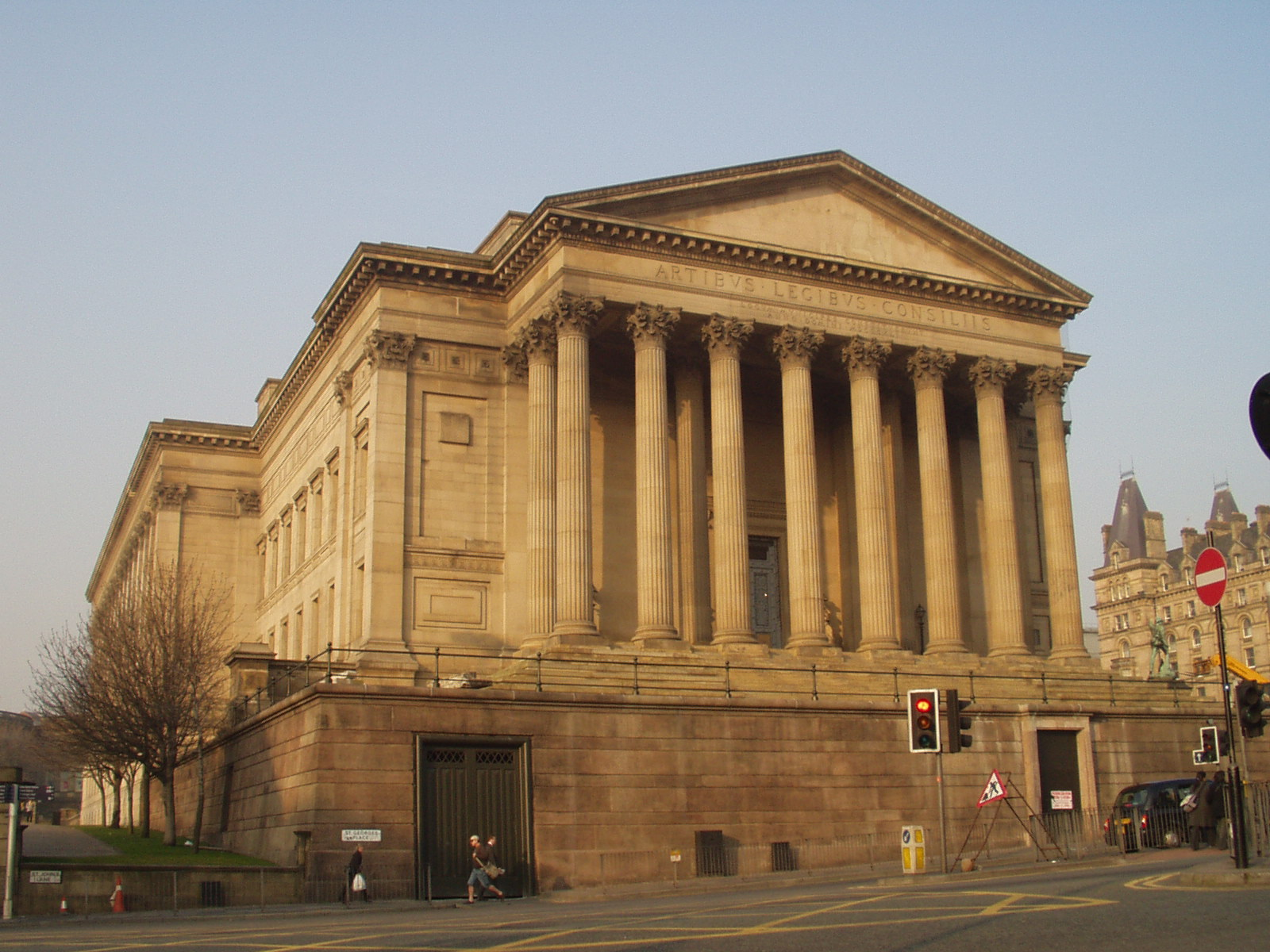
南立面
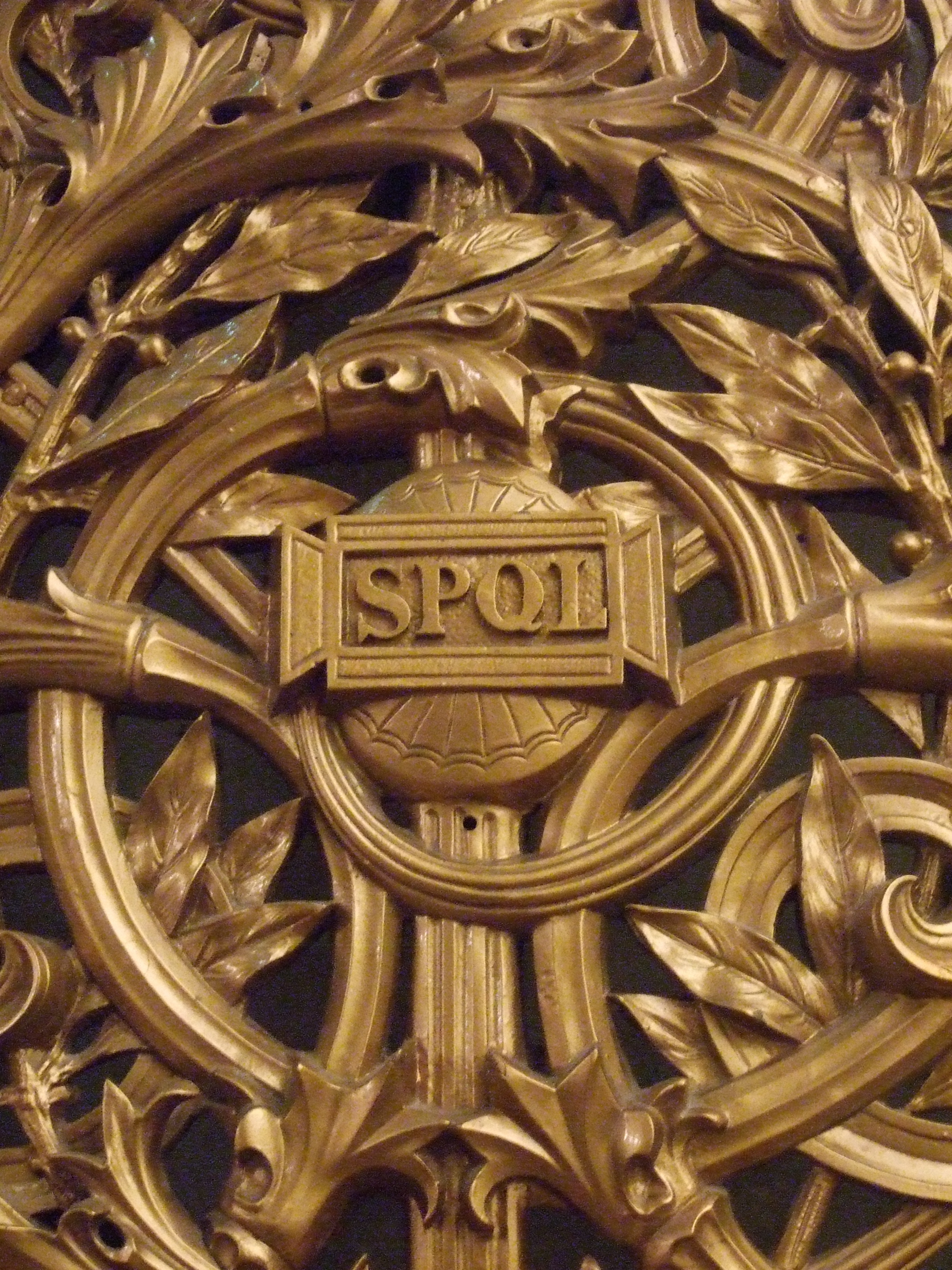
SPQL
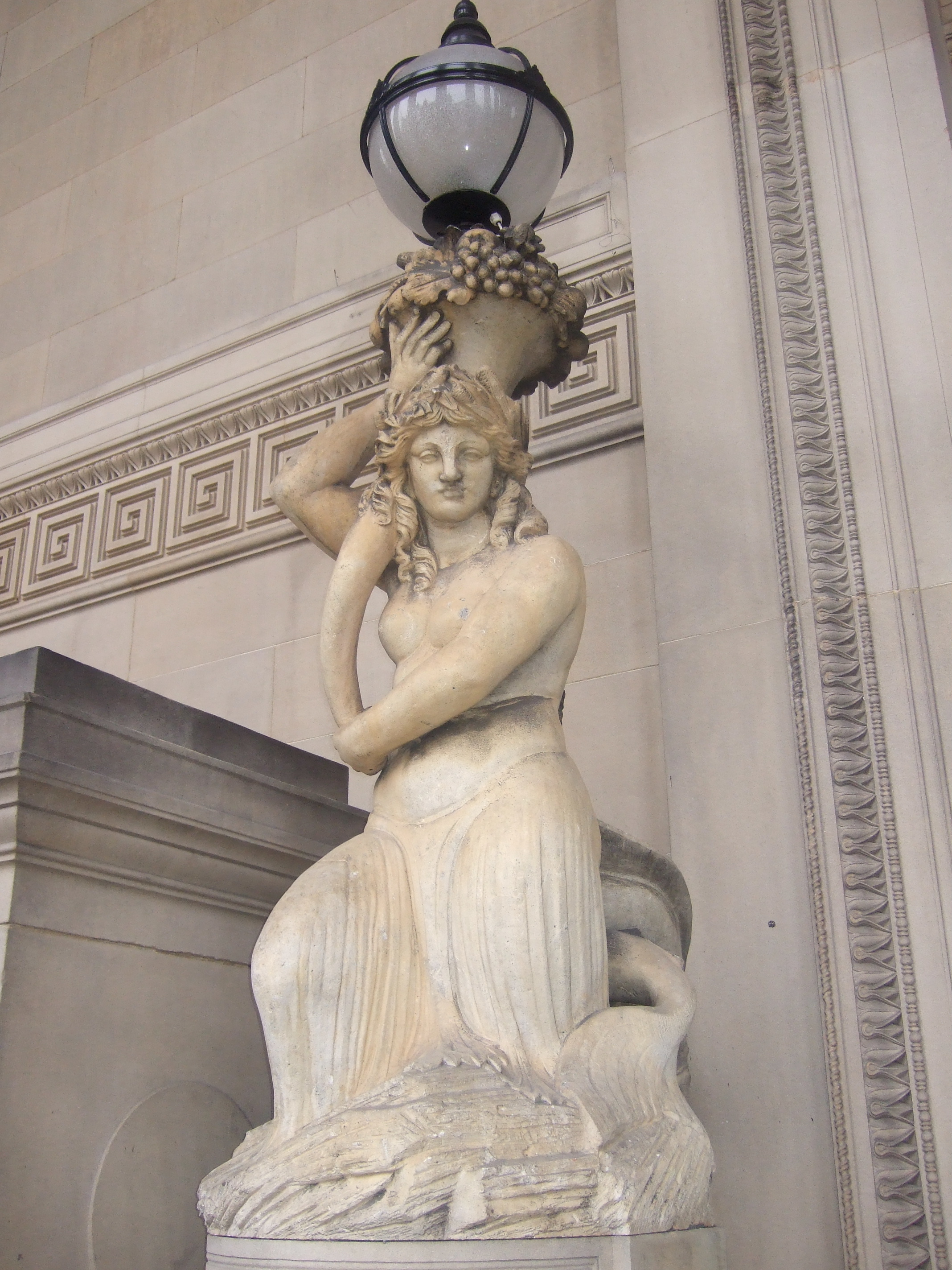
灯座
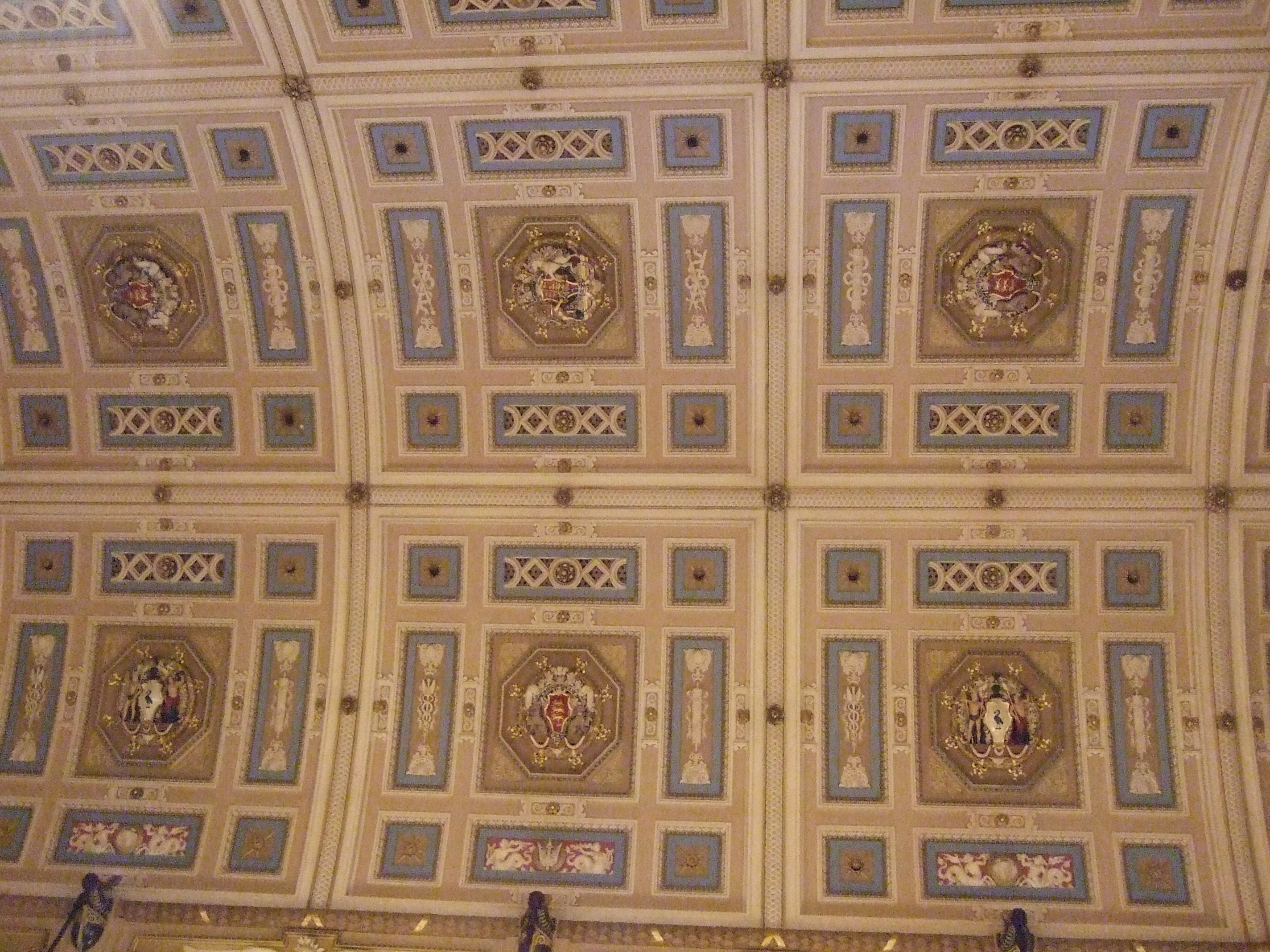
天花板
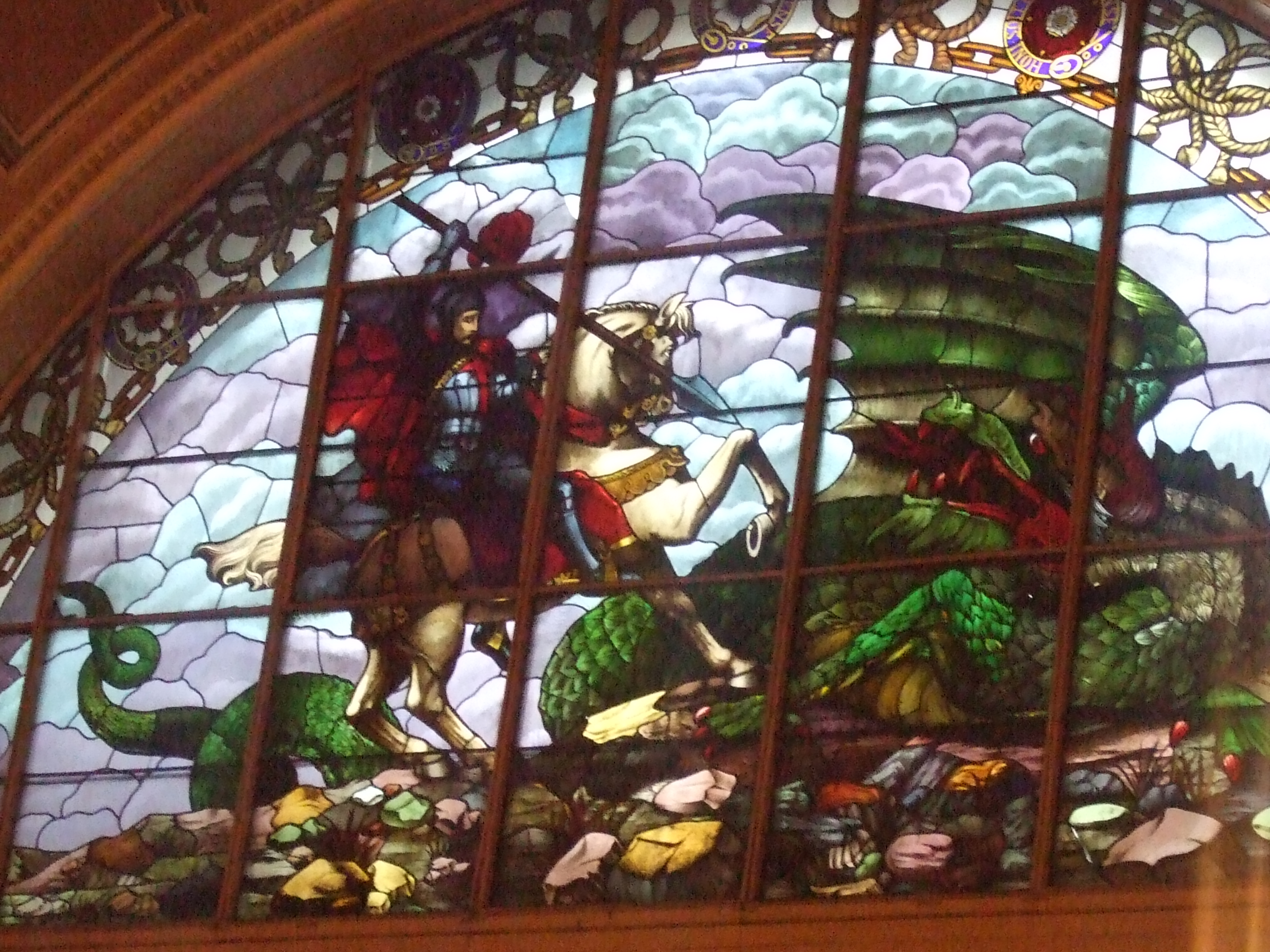
花窗玻璃
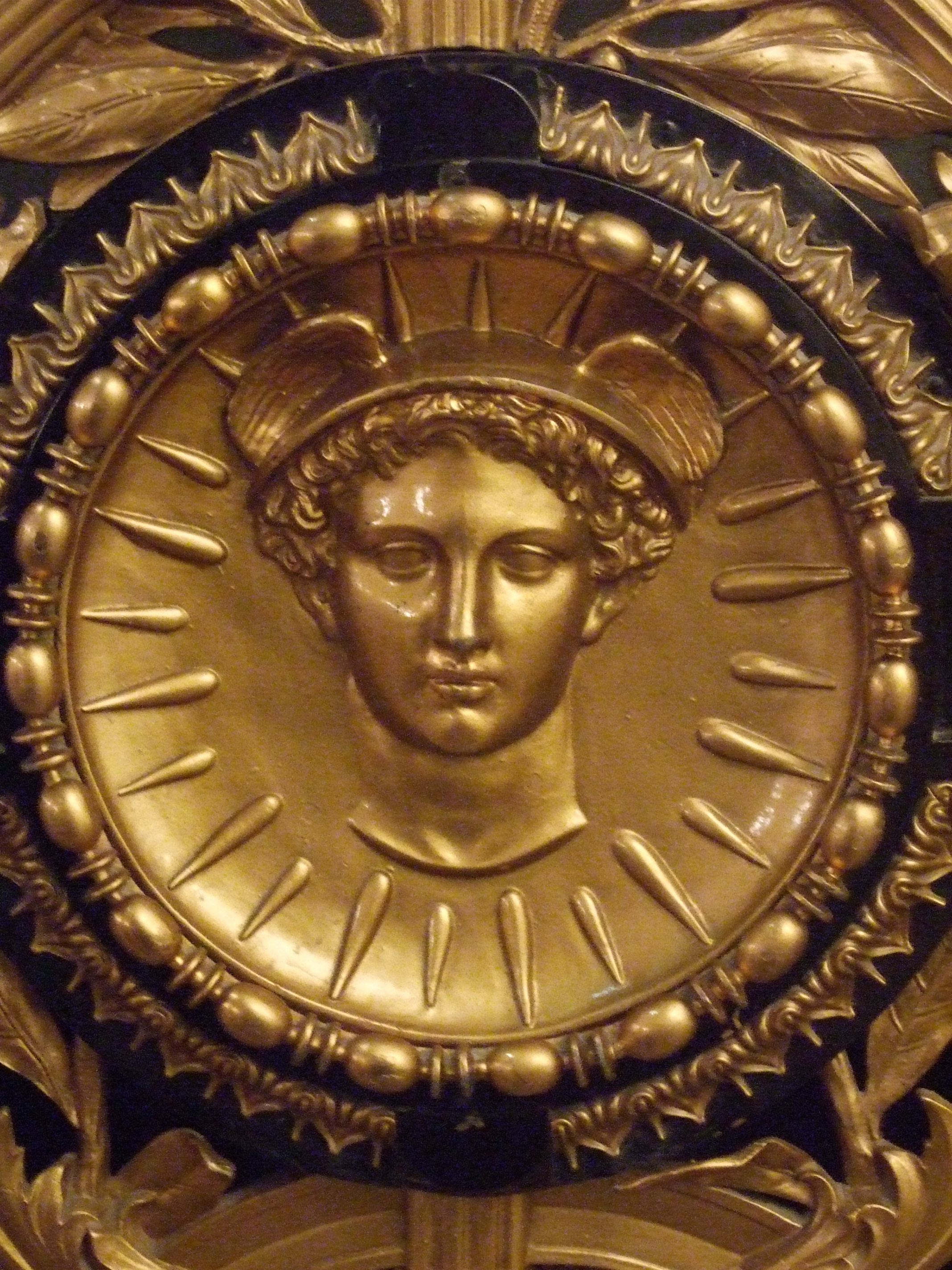
门上的女神

## 地下车站
现时间，大厅地下连接着利物浦莱姆街站地下站（默西鐵路）站台的出口。